# Gyöngyös kokabura
A gyöngyös kokabura (Dacelo tyro) a madarak (Aves) osztályának szalakótaalakúak (Coraciiformes) rendjéhez, ezen belül a jégmadárfélék (Alcedinidae) családjához tartozó faj.

## Rendszerezése
A fajt George Robert Gray angol ornitológus írta le 1858-ban.

## Alfajai
- Dacelo tyro archboldi (Rand, 1938) - Pápua Új-Guinea déli része
- Dacelo tyro tyro G. R. Gray, 1858 - Aru-szigetek

## Előfordulása
Az Indonéziához tartozó Aru-szigeteken és Új-Guinea déli részén honos. Természetes élőhelyei a szubtrópusi vagy trópusi síkvidéki esőerdők, lombhullató erdők, cserjések és szavannák. Állandó, nem vonuló faj.

## Megjelenése
Testhossza 33 centiméter, a hím testtömege 128–145 gramm, a tojóé 148–165 gramm. Fején a fehér hegyű tollak miatt gyöngyszerű mintázat található. Hasa és melle fehéres, háta, szárnyainak és farkának felső fele fénylő világoskék.

## Életmódja
Rovarokkal táplálkozik.

## Szaporodása
Termeszvárba vájja fészekodúját. Mivel kevésbé kutatott területen él, szociális viselkedéséről és szaporodási szokásairól nem lehet tudni semmit.

## Természetvédelmi helyzete
Az elterjedési területe nem nagy, egyedszáma viszont stabil. A Természetvédelmi Világszövetség Vörös listáján nem fenyegetett fajként szerepel.